# Wolf WR5
La Wolf WR5 fu una vettura di Formula 1 che corse nella stagione 1978. Spinta da un tradizionale motore Ford Cosworth DFV fu concepita da Harvey Postlethwaite, già ideatore dei precedenti modelli del costruttore canadese.

## Tecnica
Ispirata alla Lotus 78 e allo sfruttamento dell'effetto suolo, la vettura era caratterizzata esteticamente dal radiatore dell'olio posto frontalmente tra alettone anteriore e abitacolo.

## Carriera agonistica
Esordì al Gran Premio di Spagna 1978 con Jody Scheckter e corse in tutto 8 gare mondiali. Il pilota sudafricano corse 7 Gran Premi sulla WR5, mentre lo statunitense Bobby Rahal disputò solamente il GP di Watkins Glen.